# 乙鱷龍屬
乙鱷龍屬（學名：Betasuchus，意為「β鱷魚」）是獸腳亞目恐龍的一屬，生存於白堊紀末期的歐洲。

## 發現歷史

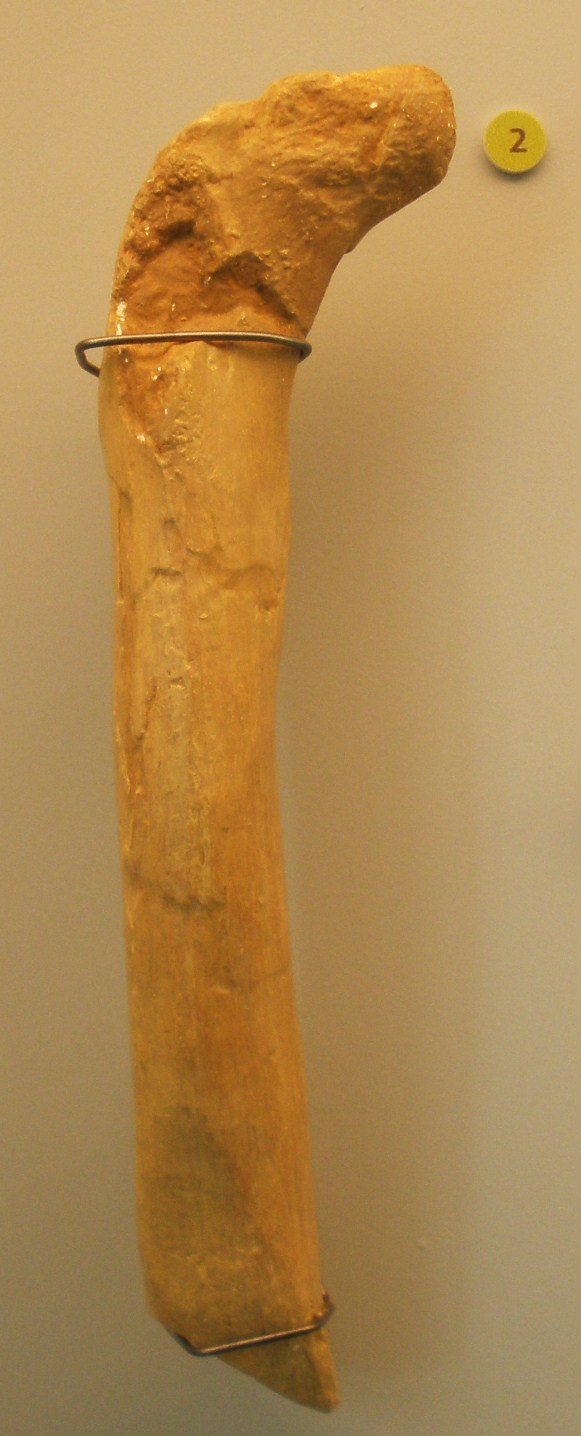
乙鱷龍的正模標本（編號NHM R 42997）

乙鱷龍的正模標本（編號NHM R 42997）是一塊不完整的右股骨，只有股骨的上半段，長31.2公分，由於化石的裂口完整，可能挖掘過程時的斷裂，而化石發現於荷蘭的馬斯垂克附近。在1883年，被哈里·西利（Harry Seeley）命名為斑龍的一個種，布雷達氏斑龍（Megalosaurus bredai）；種名是以荷蘭生物學家兼地質學家Jacob Gijsbertus Samuël van Breda為名，他曾擔任泰勒斯博物館的館長，並在1820年代到1860年代，買下荷蘭St Pietersberg的黏土層採石場所挖掘出的化石。在1867年，van Breda逝世，他所收藏的標本都賣給英國自然歷史博物館。在1892年，古動物學家Johan Casimir Ubaghs將其中一些牙齒歸類於滄龍屬的一種，Mosasaurus bredai。
由於化石是透過購買取得，所以無法準確地測定化石的年代，只能知道來自於馬斯垂克階。但根據該地層目前所挖出的恐龍化石，該地層的年代約6600萬到6500萬年前，相當於馬斯垂克階末期。
在1926年，弗里德里希·冯·许纳（Friedrich von Huene）重新研究這些化石，並發現它們與斑龍有許多差異；在19世紀到20世紀早期，斑龍是個垃圾箱类群，許多無法歸類的大型肉食性恐龍被歸類於斑龍屬。休尼認為這些化石其實是屬於似鳥龍下目，並且暫時命名為「Ornithomimidorum b」。除此種之外，M. lonzeensis也被重新歸類於似鳥龍類，暫時命名為「Ornithomimidorum a」，但是"Ornithomimidorum"是個沒有經過正式命名的無資格名稱。直至1932年，许纳才正式將化石命名為乙鱷龍，屬名在古希臘文意為「β鱷魚」。

## 分類
由於乙鱷龍的化石是一個不完整的股骨，因此很難確認乙鱷龍在獸腳亞目的演化位置、分類關係。在1972年，戴爾·羅素（Dale Russell）提出乙鱷龍屬於似鳥龍科，與休尼的最初理論相同，但羅素也提出乙鱷龍是個不確學名（Nomen vanum）。某些學者仍將這個化石列名為布雷達氏斑龍，而非乙鱷龍，例如大衛·諾曼（David Norman），諾曼則認為該種是個疑名。
在1991年，Jean le Loeuff、埃里克·比弗托（Eric Buffetaut）提出乙鱷龍是種小型阿貝力龍科恐龍，是塔哈斯克龍的近親，但是化石不夠完整，因此是個疑名。他們發現這個股骨幹相當狹窄，股骨頭前方沒有突起，小粗隆部的下方沒有小孔。此外，股骨的一些特徵，與食肉牛龍的股骨特徵類似，可能是同源演化的結果。由於股骨的第四粗隆部的位置較高，他們排除乙鱷龍屬於似鳥龍類的可能性。
在1997年，肯尼思·卡彭特（Kenneth Carpenter）、戴爾·羅素等人提出乙鱷龍屬於暴龍超科，是傷龍的近親。在2004年，R.S. Tykoski與T. Rowe將乙鱷龍歸類於阿貝力龍超科恐龍。
到目前為止，乙鱷龍、正骨龍是少數發現於荷蘭的恐龍化石，乙鱷龍也是馬斯垂克地層（Maastrichtian Beds）的唯一獸腳類化石。

## 外部連結
- DinoRuss on Betasuchus
- Betasuchus from The Theropod Database